# Khayrpur (księstwo)
Khayrpur – dawne księstwo muzułmańskie znajdujące się na obszarze dzisiejszego Pakistanu.
Khayrpur obejmowało obszar 15,730 km². Jego stolicą był Khairpur.
Państwo założyli w 1775 Sindhowie. W 1832 Khayrpur znalazło się pod protektoratem brytyjskim. W lipcu 1947 weszło w skład Pakistanu. 14 października 1955 księstwo zlikwidowano i włączono do prowincji Pendżab.

## Książęta Khayrpuru
- 1775 - 1811 Sohrab Chan
- 1811 - 1842 Rustam Ali Chan
- 1842 - 1894 Ali Murad Chan
- 1894 - 1909 Faiz Mohammad Chan I
- 1909 - 1921 Imam Bakhsh Chan
- 1921 - 1935 Ali Nawaz Chan
- 1935 - 1947 Faiz Mohammad Chan II
- 1947 - 1955 George Ali Murad Chan